# Sílvia Petrúnova
Sílvia Petrúnova (búlgar: Силвия Петрунова) (13 de febrer de 1963) és una exjugadora de voleibol de Bulgària. Va ser internacional amb la Selecció femenina de voleibol de Bulgària. Va competir en els Jocs Olímpics d'Estiu de 1980 a Moscou, en els quals va guanyar la medalla de bronze i va jugar els cinc partits.